# Distretto di Merahna
Il distretto di Merahna è un distretto della provincia di Souk Ahras, in Algeria.

## Comuni
Il distretto comprende 3 comuni:
- Merahna
- Ouillen
- Sidi Fredj